# Сейдамет, Джемиль
Джеми́ль Сейдаме́т (крымскотат. Cemil Seydamet, Джемиль Сейдамет; 21 мая 1903, Карасубазар, Таврическая губерния — 1977, Москва) — советский крымскотатарский поэт и писатель.

## Биография
Родился 21 мая 1903 года в городе Карасубазар. Образование получил в средней школе. В молодости был рабочим и садовником.
В 1922 году учился в партийной школе в Симферополе. Литературный дебют Джемиля Сейдамета состоялся в 1923 году с публикацией стихотворения «Шаркъ» («Восток»).
В 1924—1928 годах учился в Коммунистическом университете трудящихся Востока имени И. В. Сталина.
Вернувшись в Крым, работал в журнале «Илери», в газете «Янъы дюнья». В 1939 году Джемиль Сейдамет издал книгу «Германская и австрийская разведка в царской России». После этого был выслан в Магадан, где несколько лет проработал в газете «Советская Колыма».
Умер Джемиль Сейдамет в 1977 году в городе Москве.

## Творчество
Джемиль Сейдамет — автор стихов, ряда романов, повестей и рассказов, в частности «Къанлы кольмек» («Кровавая рубашка», 1926), «Къуртлагъан кокюс» («Прогнившая грудь», 1927), «Къую тюбюнде» («На дне колодца», 1928), «Амам аралыгъы» («Банный переулок», 1928) «Уфукъкъа догъру» («До горизонта», 1930).
Избранная библиография
- Ватан къызы: [Алиме Абденнанова акъкъында] / Сейдамет Дж . Асанов С. // Октябрь елунен : шиирлер, поэмалар, икяелер, очерклер. — Ташкент : Гъафур Гъулям адына бедиий эдебият нешрияты, 1968. — С. 366—378.
- Къуртлагъан кокюс : икяе // Йылдыз. — 1987. — № 4. — С. 82-90.
- Уфукъкъа догъру : роман. — Ташкент : Эдебият ве санъат нешр., 1973. — 164 б.
- Халкъ къараманы : [Аметхан Султан] // Эшкъ олсун сизге : очерклер / тертип эткен Ш. Алядин. — УзССР девлет нефис эдебият нешр., 1963. — С. 80-86.
- Ыргъат Къадыр : эдебий портрет. — Ташкент : Эдебият ве санъат нешр., 1978. — 88 б.